# Martjanci
Martjanci (mađarski: Mártonhely) je naselje u slovenskoj Općini Moravskim Toplicama. Martjanci se nalazi u pokrajini Prekomurju i statističkoj regiji Pomurju. U Martjancima su služili slovenski pisci Jožef Pustaj i Jožef Bagari.

## Stanovništvo
Prema popisu stanovništva iz 2002. godine naselje je imalo 492 stanovnika.